# Taraxacum breviscapum
Taraxacum breviscapum là một loài thực vật có hoa trong họ Cúc. Loài này được A.J.Richards miêu tả khoa học đầu tiên năm 1972.